# Шёпп, Андреа
Андре́а Шёпп (нем. Andrea Schöpp, Andrea Schoepp; род. 27 февраля 1965, Гармиш-Партенкирхен, Бавария) — немецкая кёрлингистка, чемпион мира и Европы. Скип команды Германии на зимних Олимпийских играх 1998 и 2010 годов.

## Биография
В 1991 году окончила Мюнхенский университет по специальности статистика, а в 1996 году получила учёную степень кандидата наук.
В 1992 году на Зимней Олимпиаде в Альбервилле на показательных выступлениях по кёрлингу Андреа Шёпп в составе сборной Германии стала победительницей. После этого она ещё дважды участвовала в Олимпийских играх — в 1998 году в Нагано её команда заняла 8 место, а в 2010 году в Ванкувере — 6 место.
Её старший брат Райнер Шёпп — немецкий кёрлингист и тренер, много лет тренировал команды Андреа, они вместе выступали в смешанных командах и смешанной паре на чемпионатах мира и Европы.

## Достижения
- Зимние Олимпийские игры: золото (1992; показательный вид спорта)
- Чемпионат мира по кёрлингу среди женщин: золото (1988, 2010), серебро (1986, 1987), бронза (1989).
- Чемпионат Европы по кёрлингу: золото (1986, 1987, 1989, 1991, 1995, 1998, 2009), серебро (1994), бронза (1980, 1992, 1996, 1997).
- Чемпионат Германии по кёрлингу среди женщин: золото (1983, 1985, 1986, 1987, 1988, 1989, 1991, 1995, 1996, 1997, 1998, 1999, 2001, 2002, 2003, 2004, 2005, 2006, 2007, 2008, 2009, 2010, 2013, 2015, 2016), серебро (1984, 1990, 1992, 1993, 1994, 2000).
- Чемпионат Европы по кёрлингу среди смешанных команд: золото (2008), бронза (2005, 2007, 2010).
- Чемпионат Германии по кёрлингу среди смешанных команд: золото (2005, 2007, 2008, 2009).
- Чемпионат Германии по кёрлингу среди юниоров: золото (1981, 1986).

## Команды
| Сезон                                               | Четвёртый     | Третий           | Второй              | Первый             | Запасной                                    | Тренер                                     | Турниры                                           |
| --------------------------------------------------- | ------------- | ---------------- | ------------------- | ------------------ | ------------------------------------------- | ------------------------------------------ | ------------------------------------------------- |
| 1980—81                                             | Андреа Шёпп   | Элинор Шёпп      | Anneliese Diemer    | Моника Вагнер      |                                             |                                            | ЧЕ 1980                                           |
| 1981—82                                             | Андреа Шёпп   | Monica Wackerle  | Моника Вагнер       | Marga Hupertz      |                                             |                                            | ЧЕ 1981 (6 место)                                 |
| 1983—84                                             | Андреа Шёпп   | Моника Вагнер    | Anneliese Diemer    | Элинор Шёпп        |                                             |                                            | ЧЕ 1983 (7 место)                                 |
| 1984—85                                             | Андреа Шёпп   | Моника Вагнер    | Кристина Йенч       | Элинор Шёпп        |                                             |                                            | ЧМ 1985 (5 место)                                 |
| 1985—86                                             | Андреа Шёпп   | Моника Вагнер    | Стефани Майр        | Birgit Hupertz     |                                             |                                            | ЧЕЮ 1986 (4 место)                                |
| 1985—86                                             | Андреа Шёпп   | Моника Вагнер    | Стефани Майр        | Элинор Шёпп        |                                             |                                            | ЧМ 1986                                           |
| 1986—87                                             | Андреа Шёпп   | Альмут Хеге      | Моника Вагнер       | Элинор Шёпп        |                                             |                                            | ЧЕ 1986 · ЧМ 1987                                 |
| 1987—88                                             | Андреа Шёпп   | Альмут Хеге      | Моника Вагнер       | Сюзанн Финк        |                                             |                                            | ЧЕ 1987 · ЗОИ 1988 (демо) (4 место) · ЧМ 1988     |
| 1988—89                                             | Андреа Шёпп   | Моника Вагнер    | Барбара Халлер      | Кристина Халлер    |                                             |                                            | ЧМ 1989                                           |
| 1989—90                                             | Андреа Шёпп   | Моника Вагнер    | Кристина Халлер     | Хайке Вилендер     |                                             |                                            | ЧЕ 1989                                           |
| 1990—91                                             | Андреа Шёпп   | Моника Вагнер    | Кристина Халлер     | Хайке Вилендер     |                                             | Райнер Шёпп                                | ЧЕ 1990 (4 место)                                 |
| 1990—91                                             | Андреа Шёпп   | Моника Вагнер    | Хайке Вилендер      | Кристина Халлер    | Барбара Халлер                              |                                            | ЧМ 1991 (5 место)                                 |
| 1991—92                                             | Андреа Шёпп   | Стефани Майр     | Моника Вагнер       | Сабина Хут         | Кристина Шайбель (ЗОИ)                      |                                            | ЧЕ 1991 · ЗОИ 1992 (демо)                         |
| 1992—93                                             | Андреа Шёпп   | Моника Вагнер    | Стефани Майр        | Кристина Шайбель   |                                             |                                            | ЧЕ 1992                                           |
| 1994—95                                             | Андреа Шёпп   | Моника Вагнер    | Натали Несслер      | Кристина Халлер    | Хайке Вилендер                              | Райнер Шёпп                                | ЧЕ 1994                                           |
| 1994—95                                             | Андреа Шёпп   | Моника Вагнер    | Натали Несслер      | Карина Майделе     | Хайке Вилендер                              |                                            | ЧМ 1995 (4 место)                                 |
| 1995—96                                             | Андреа Шёпп   | Моника Вагнер    | Натали Несслер      | Карина Майделе     | Хайке Вилендер                              | Райнер Шёпп (ЧЕ)                           | ЧЕ 1995 · ЧМ 1996 (4 место)                       |
| 1996—97                                             | Андреа Шёпп   | Моника Вагнер    | Натали Несслер      | Карина Майделе     | Хайке Вилендер                              | Райнер Шёпп (ЧЕ)                           | ЧЕ 1996 · ЧМ 1997 (6 место)                       |
| 1997—98                                             | Андреа Шёпп   | Моника Вагнер    | Натали Несслер      | Карина Майделе     | Хайке Вилендер                              | Райнер Шёпп                                | ЧЕ 1997                                           |
| 1997—98                                             | Андреа Шёпп   | Моника Вагнер    | Натали Несслер      | Хайке Вилендер     | Карина Майделе                              | Райнер Шёпп                                | ЗОИ 1998 (8 место)                                |
| 1997—98                                             | Андреа Шёпп   | Натали Несслер   | Хайке Вилендер      | Джейн Бок-Коуп     | Андреа Шток                                 | Райнер Шёпп                                | ЧМ 1998 (5 место)                                 |
| 1998—99                                             | Андреа Шёпп   | Натали Несслер   | Хайке Вилендер      | Джейн Бок-Коуп     | Андреа Шток                                 | Райнер Шёпп                                | ЧЕ 1998 · ЧМ 1999 (5 место)                       |
| 1999—00                                             | Андреа Шёпп   | Натали Несслер   | Хайке Вилендер      | Андреа Шток        | Джейн Бок-Коуп                              | Райнер Шёпп                                | ЧЕ 1999 (5 место)                                 |
| 2000—01                                             | Андреа Шёпп   | Натали Несслер   | Хайке Вилендер      | Андреа Шток        | Джейн Бок-Коуп                              | Райнер Шёпп                                | ЧЕ 2000 (4 место)                                 |
| 2000—01                                             | Андреа Шёпп   | Натали Несслер   | Хайке Вилендер      | Джейн Бок-Коуп     | Андреа Шток                                 | Райнер Шёпп                                | ЧМ 2001 (5 место)                                 |
| 2001—02                                             | Андреа Шёпп   | Натали Несслер   | Хайке Вилендер      | Андреа Шток        | Катя Вайссер                                | Райнер Шёпп                                | ЧЕ 2001 (4 место)                                 |
| 2002—03                                             | Андреа Шёпп   | Моника Вагнер    | Карина Майделе      | Sina Irral         | Анна Хартельт                               |                                            | ЧГЖ 2003                                          |
| 2003—04                                             | Андреа Шёпп   | Моника Вагнер    | Джейн Бок-Коуп      | Анна Хартельт      | Sina Irral                                  | Райнер Шёпп                                | ЧЕ 2003 (7 место)                                 |
| 2003—04                                             | Андреа Шёпп   | Моника Вагнер    | Джейн Бок-Коуп      | Sina Irral         | Анна Хартельт                               |                                            | ЧГЖ 2004                                          |
| 2005—06                                             | Андреа Шёпп   | Моника Вагнер    | Анна Хартельт       | Мари-Тереза Роттер | Тина Чачке                                  | Райнер Шёпп                                | ЧЕ 2005 (11 место) ЧМ 2006 (4 место)              |
| 2006—07                                             | Андреа Шёпп   | Моника Вагнер    | Анна Хартельт       | Мари-Тереза Роттер | Тина Чачке (ЧЕ), Тереза Валльнер (ЧМ)       | Райнер Шёпп                                | ЧЕ 2006 (5 место) ЧМ 2007 (8 место)               |
| 2007—08                                             | Андреа Шёпп   | Моника Вагнер    | Анна Хартельт       | Мари-Тереза Роттер | Кристина Халлер (ЧЕ), Мелани Робиллард (ЧМ) | Райнер Шёпп                                | ЧЕ 2007 (7 место) ЧМ 2008 (9 место)               |
| 2008—09                                             | Андреа Шёпп   | Моника Вагнер    | Мелани Робиллард    | Стелла Хайсс       | Кристина Халлер (ЧЕ)                        | Райнер Шёпп                                | ЧЕ 2008 (4 место) ЧМ 2009 (6 место)               |
| 2009—10                                             | Андреа Шёпп   | Мелани Робиллард | Моника Вагнер       | Коринна Шольц      | Стелла Хайсс                                | Райнер Шёпп                                | ЧЕ 2009                                           |
| 2009—10                                             | Андреа Шёпп   | Моника Вагнер    | Мелани Робиллард    | Стелла Хайсс       | Коринна Шольц                               | Райнер Шёпп (ЧМ, ЗОИ), Оливер Аксник (ЗОИ) | ЗОИ 2010 (6 место) · ЧМ 2010                      |
| 2010—11                                             | Андреа Шёпп   | Имоген Леман     | Моника Вагнер       | Стелла Хайсс       | Коринна Шольц                               | Райнер Шёпп                                | ЧЕ 2010 (7 место)                                 |
| 2010—11                                             | Андреа Шёпп   | Имоген Леман     | Коринна Шольц       | Моника Вагнер      | Стелла Хайсс                                | Штефан Карнусян                            | ЧГЖ 2011 · ЧМ 2011 (8 место)                      |
| 2011—12                                             | Андреа Шёпп   | Имоген Леман     | Коринна Шольц       | Стелла Хайсс       | Моника Вагнер                               | Райнер Шёпп                                | ЧЕ 2011 (5 место)                                 |
| 2012—13                                             | Андреа Шёпп   | Имоген Леман     | Коринна Шольц       | Стелла Хайсс       | Николь Мускатевиц                           | Райнер Шёпп (ЧЕ, ЧМ) Мартин Байзер (ЧЕ)    | ЧЕ 2012 (7 место) · ЧГЖ 2013 · ЧМ 2013 (11 место) |
| 2013—14                                             | Андреа Шёпп   | Имоген Леман     | Коринна Шольц       | Стелла Хайсс       | Николь Мускатевиц                           | Райнер Шёпп                                | ЧЕ 2013 (8 место)                                 |
| 2014—15                                             | Андреа Шёпп   | Моника Вагнер    | Kerstin Ruch        | Лиза Рух           |                                             | Райнер Шёпп                                | ЧЕ 2014 (7 место) · ЧГЖ 2015                      |
| 2015—16                                             | Андреа Шёпп   | Моника Вагнер    | Kerstin Ruch        | Лиза Рух           | Selina Ruch                                 |                                            |                                                   |
| 2015—16                                             | Моника Вагнер | Manon Harsch     | Carina Schoenberg   | Annelise Haertle   | Андреа Шёпп                                 | Райнер Шёпп                                | ЧМВ 2016                                          |
| 2015—16                                             | Андреа Шёпп   | Моника Вагнер    | Лиза Рух            | Andrea Fisher      |                                             |                                            | ЧГЖ 2016                                          |
| 2016—17                                             | Андреа Шёпп   | Моника Вагнер    | Андреа Кроуфорд     | Лиза Рух           | Kerstin Ruch                                |                                            |                                                   |
| 2017—18                                             | Андреа Шёпп   | Моника Вагнер    | Fabienne Furbringer | Лиза Рух           | Kerstin Ruch                                |                                            |                                                   |
| Кёрлинг среди смешанных команд (mixed curling)      |               |                  |                     |                    |                                             |                                            |                                                   |
| 2005—06                                             | Райнер Шёпп   | Андреа Шёпп      | Helmar Erlewein     | Моника Вагнер      |                                             |                                            | ЧЕСК 2005                                         |
| 2007—08                                             | Райнер Шёпп   | Андреа Шёпп      | Sebastian Jacoby    | Мари-Тереза Роттер | Helmar Erlewein                             |                                            | ЧЕСК 2007                                         |
| 2008—09                                             | Райнер Шёпп   | Андреа Шёпп      | Sebastian Jacoby    | Мелани Робиллард   | Helmar Erlewein, Моника Вагнер              | John Robillard                             | ЧЕСК 2008                                         |
| 2009—10                                             | Райнер Шёпп   | Андреа Шёпп      | Sebastian Jacoby    | Мелани Робиллард   | Моника Вагнер                               |                                            | ЧЕСК 2009 (5 место)                               |
| 2010—11                                             | Райнер Шёпп   | Андреа Шёпп      | Флориан Цалер       | Имоген Леман       | Адольф Гейзельхарт                          |                                            | ЧЕСК 2010                                         |
| 2012—13                                             | Райнер Шёпп   | Андреа Шёпп      | Флориан Цалер       | Имоген Леман       | Адольф Гейзельхарт                          |                                            | ЧЕСК 2012 (6 место)                               |
| 2014—15                                             | Райнер Шёпп   | Андреа Шёпп      | Sebastian Jacoby    | Kerstin Ruch       |                                             |                                            | ЧЕСК 2014 (10 место)                              |
| 2017—18                                             | Андреа Шёпп   | Райнер Шёпп      | Лиза Рух            | Михаэль Вист       |                                             | Адольф Гейзельхарт                         | ЧМСК 2017 (25 место)                              |
| 2018—19                                             | Андреа Шёпп   | Флориан Цалер    | Лиза Рух            | Райнер Шёпп        |                                             |                                            | ЧМСК 2018 (5 место)                               |
| Кёрлинг среди смешанных пар (mixed doubles curling) |               |                  |                     |                    |                                             |                                            |                                                   |
| 2015—16                                             | Андреа Шёпп   | Райнер Шёпп      |                     |                    |                                             | Адольф Гейзельхарт                         | ЧМСП 2016 (34 место)                              |
| 2019—20                                             | Андреа Шёпп   | Клаудиус Харш    |                     |                    |                                             |                                            | [ 5 ]                                             |

(скипы выделены полужирным шрифтом)